# Бехташ Фаріба
Бехташ Фаріба (перс. بهتاش فریبا, нар. 11 лютого 1955, Тегеран) — іранський футболіст, що грав на позиції нападника. По завершенні ігрової кар'єри — тренер.
Виступав, зокрема, за клуби «Рах Ахан», «ПАС Тегеран» та «Естеглал», а також національну збірну Ірану.

## Клубна кар'єра
У дорослому футболі дебютував 1976 року виступами за команду клубу «Рах Ахан», в якій провів один сезон. 
Своєю грою за цю команду привернув увагу представників тренерського штабу клубу «ПАС Тегеран», до складу якого приєднався 1977 року. Відіграв за команду з Тегерана наступний сезон своєї ігрової кар'єри.
У 1979 році перейшов до клубу «Естеглал», за який відіграв 7 сезонів. Завершив професійну кар'єру футболіста виступами за команду «Естеглал» у 1986 році.

## Виступи за збірні
У 1980 році захищав кольори олімпійської збірної Ірану. У складі цієї команди провів 5 матчів, забив 4 голи.
У 1977 році дебютував в офіційних матчах у складі національної збірної Ірану. Протягом кар'єри у національній команді, яка тривала 10 років, провів у формі головної команди країни лише 11 матчів, забивши 8 голів.
У складі збірної був учасником чемпіонату світу 1978 року в Аргентині.

## Кар'єра тренера
Розпочав тренерську кар'єру, повернувшись до футболу після тривалої перерви, 1997 року, увійшовши до тренерського штабу клубу «Сайпа».
В подальшому очолював команди клубів «Сайпа» та «Мерам Парс», а також входив до тренерського штабу клубу «Саба Баттері».
Наразі останнім місцем тренерської роботи був клуб «Естеглал», в якому Бехташ Фаріба був одним з тренерів головної команди з 2010 по 2015 рік.
| Дата       | Місто      | Господарі | Результат | Гості          | Турнір                                | Голи | Примітки |
| ---------- | ---------- | --------- | --------- | -------------- | ------------------------------------- | ---- | -------- |
| 13-11-1977 | Ель-Кувейт | Кувейт    | 1 – 2     | Іран           | Відбір до ЧС 1974                     | 1    |          |
| 26-4-1978  | Тегеран    | Іран      | 1 – 1     | Болгарія       | товариський матч                      | -    | 46'      |
| 11-5-1978  | Тулуза     | Франція   | 2 – 1     | Іран           | товариський матч                      | -    | 53'      |
| 11-6-1978  | Кордова    | Перу      | 4 – 1     | Іран           | ЧС 1978 - 1-й етап                    | -    | 66'      |
| 17-9-1980  | Ель-Кувейт | Іран      | 0 – 0     | Сирія          | Кубок Азії 1980 - 1-й етап            | -    | 50'      |
| 20-9-1980  | Ель-Кувейт | КНР       | 2 – 2     | Іран           | Кубок Азії 1980 - 1-й етап            | 1    |          |
| 22-9-1980  | Ель-Кувейт | Бангладеш | 0 – 7     | Іран           | Кубок Азії 1980 - 1-й етап            | 4    |          |
| 24-9-1980  | Ель-Кувейт | Іран      | 2 – 3     | Північна Корея | Кубок Азії 1980 - 1-й етап            | 1    |          |
| 28-9-1980  | Ель-Кувейт | Кувейт    | 1 – 2     | Іран           | Кубок Азії 1980 - Semifinale          | -    |          |
| 30-9-1980  | Ель-Кувейт | Іран      | 3 – 0     | Північна Корея | Кубок Азії 1980 - Фінал 3º/4-те місце | 1    | 78'      |
| 28-5-1986  | Пекін      | КНР       | 2 – 1     | Іран           | товариський матч                      | -    |          |
| Усього     |            | Матчів    | 11        |                | Голів                                 | 8    |          |

## Титули і досягнення
- Бронзовий призер Кубка Азії: 1980